# HTC Sensation
HTC Sensation，是由HTC製造的Android智能手機，這款手機最早於2011年4月12日推出。2011年5月20日首先於北美洲（AT&T、T-Mobile）、歐洲（Vodafone）、韓國（鮮京電信）上市，台灣則是於5月27日上市（中華電信、台灣大哥大、遠傳電信）。它是第一台擁有HTC Sense 3.0觸控界面的HTC手機。
而HTC Sensation的頭號對手是Samsung Galaxy S II、iPhone 4。

## 軟件
- 作業系統：Android 2.3.3 （后升级至Android 4.0.3）
- 特別軟體：HTC Sense 3.0 （后升级至HTC Sense 3.6）

## 硬體
- 支援GSM四頻以及3.5G的收訊系統
- 採用高通Qualcomm Snapdragon MSM8260 1.2GHz雙核心處理器
- 3.5mm耳機插孔
- 採用4.3吋索尼或友达生產的Super LCD螢幕，解析度：960*540
- 支援WI-FI以及藍芽無線通訊技術
- 採用800萬畫素（後）；30萬畫素（前）鏡頭，可錄製1080P影片
- 中華民國製造

## 衍生機種

### Sensation XE
- 支援GSM四頻以及3.5G的收訊系統
- 採用高通Qualcomm Snapdragon MSM8260 1.5GHz雙核心處理器
- 3.5mm耳機插孔，搭配Beats by Dr. Dre技術
- 採用4.3吋索尼生產的Super LCD螢幕，解析度：960*540
- 支援WI-FI以及藍芽無線通訊技術
- 採用800萬畫素（後）；30萬畫素（前）鏡頭，可錄製1080P影片
- 中華民國製造

### Sensation XL
- 支援GSM四頻以及3.5G的收訊系統
- 採用高通Qualcomm Snapdragon MSM8255 1.5GHz單核心處理器
- 3.5mm耳機插孔，搭配Beats by Dr. Dre技術
- 採用4.7吋索尼生產的Super LCD螢幕，解析度：800*480
- 支援WI-FI以及藍芽無線通訊技術
- 採用800萬畫素（後）；130萬畫素（前）鏡頭，可錄製720P影片
- 中華民國製造

### Amaze 4G
- 為美國電信業者T-Mobile的客製機，僅在美國上市
- 支援GSM四頻以及4G HSPA+的收訊系統
- 採用高通Qualcomm Snapdragon APQ8060 1.5GHz雙核心處理器
- 3.5mm耳機插孔
- 採用4.3吋索尼生產的Super LCD 螢幕，解析度：960*540
- 支援WI-FI以及藍芽無線通訊技術
- 採用800萬畫素（後）；200萬畫素（前）鏡頭，可錄製1080P影片
- 使用Ex Micro USB插孔
- 中国製造

### Sensation靈感XE
- 為中國電信的客製機，僅在中国大陆上市
- 支援GSM四頻以及HSPA/WCDMA 900/2100 的收訊系統
- 採用高通Qualcomm Snapdragon MSM8260 1.5GHz雙核心處理器
- 3.5mm耳機插孔，搭配Beats by Dr. Dre技術
- 採用4.3吋索尼生產的Super LCD螢幕，解析度：960*540
- 支援WI-FI以及藍芽無線通訊技術
- 採用800萬畫素（後）；130萬畫素（前）鏡頭，可錄製1080P影片
- 中華民國製造